# Distributed Denial of Secrets
Distributed Denial of Secrets, kurz DDoS oder DDoSecrets, ist eine Aktivistengruppe, die nicht veröffentlichte Informationen, sogenannte Leaks, veröffentlicht. Sie wird als Alternative zu WikiLeaks gesehen.

## Leaks

### Bahamas-Steuerleaks
Hierbei handelt es sich um vertrauliche Unterlagen aus dem Unternehmensregister der Bahamas, die Steueroptimierung bis Betrug vermuten lassen. Der Spiegel war Medien-Partner dieser Enthüllung. Auch Personen der Öffentlichkeit sind von den Leaks betroffen, so prüft zum Beispiel das Wiener Finanzministerium die Unterlagen.

### BlueLeaks
Durch ein Datenleck bei einem Provider im texanischen Houston, der mehrere Rechenzentren für Strafverfolgungsbehörden unterhält, konnten 269 Gigabyte an Daten (internere Unterlagen, Fotos, Videos und Kontoverbindungen; Sozialversicherungsnummern, Bankverbindungen und private Informationen von einzelnen Polizeibeamten) von mehr als 200 US-Polizeirevieren aus 24 Jahren und des FBI sichergestellt werden. Die Daten zeigen unter anderem, wie eng Twitter und das chinesische Videoportal TikTok mit der Polizei zusammenarbeiten: während der Proteste um den Todesfall George Floyd sollen die Unternehmen der Polizei geholfen haben, Demonstranten und Aktivisten zu überwachen. Weiter sollen die Daten mehr als zehn Jahre alte Akten von mehr als 200 Polizeidienststellen und Fusionszentren der Strafverfolgungsbehörden aus den ganzen USA beinhalten. 387 Einzelakten sollen die Zusammenarbeit der US-amerikanischen Polizei mit deutschen Behörden dokumentieren. Die Daten soll DDoS von Hackern der Gruppe Anonymous bekommen haben, die DDoS am 19. Juni 2020 öffentlich gemacht hat. Kritisiert wird neben dem „Diebstahl der Daten“ unter anderem die ungenügende Schwärzung sensibler Ermittlungsakten, „die sogar Menschenleben gefährde“.
Die Staatsanwaltschaft Zwickau beschlagnahmte mit Hilfe der Polizei auf Antrag des US-Justizministerium am 3. Juli  einen Server in einem Rechenzentrum in Falkenstein/Vogtl., der als Hauptserver für den öffentlichen Download der BlueLeaks-Daten diente. Der Provider informierte DDoS am 7. Juli über die Beschlagnahmung. Angaben über die Quellen, Informanten oder Whistleblower der BlueLeaks sollen dadurch nicht in Gefahr sein.
Der Titel „BlueLeaks“ spielt auf die blauen Uniformen der Polizisten an.

## Twitter
Am 23. Juni 2020 sperrte Twitter das Profil der Gruppe wegen Verstößen gegen die Richtlinien der Plattform.

## Anmerkung
1. ↑  Angelehnt an „Distributed-Denial-of-Service attack“
2. ↑  Vereinigungen, die als Vermittler und Koordinationszentren zwischen den staatlichen und lokalen Strafverfolgungsbehörden und den US-Bundesbehörden fungieren. Sie sind an der Ausbildung von Beamten und der Weiterleitung von Bundeswarnungen, Leitfäden und anderen Anweisungen von der Zentralregierung an lokale Polizeidienststellen und umgekehrt beteiligt.